# ワールド・チャンピオンシップ・モータースポーツ
ワールド・チャンピオンシップ・モータースポーツ（World Championship Motorsports, WCM）は、かつてロードレース世界選手権に参戦していたレーシングチーム。

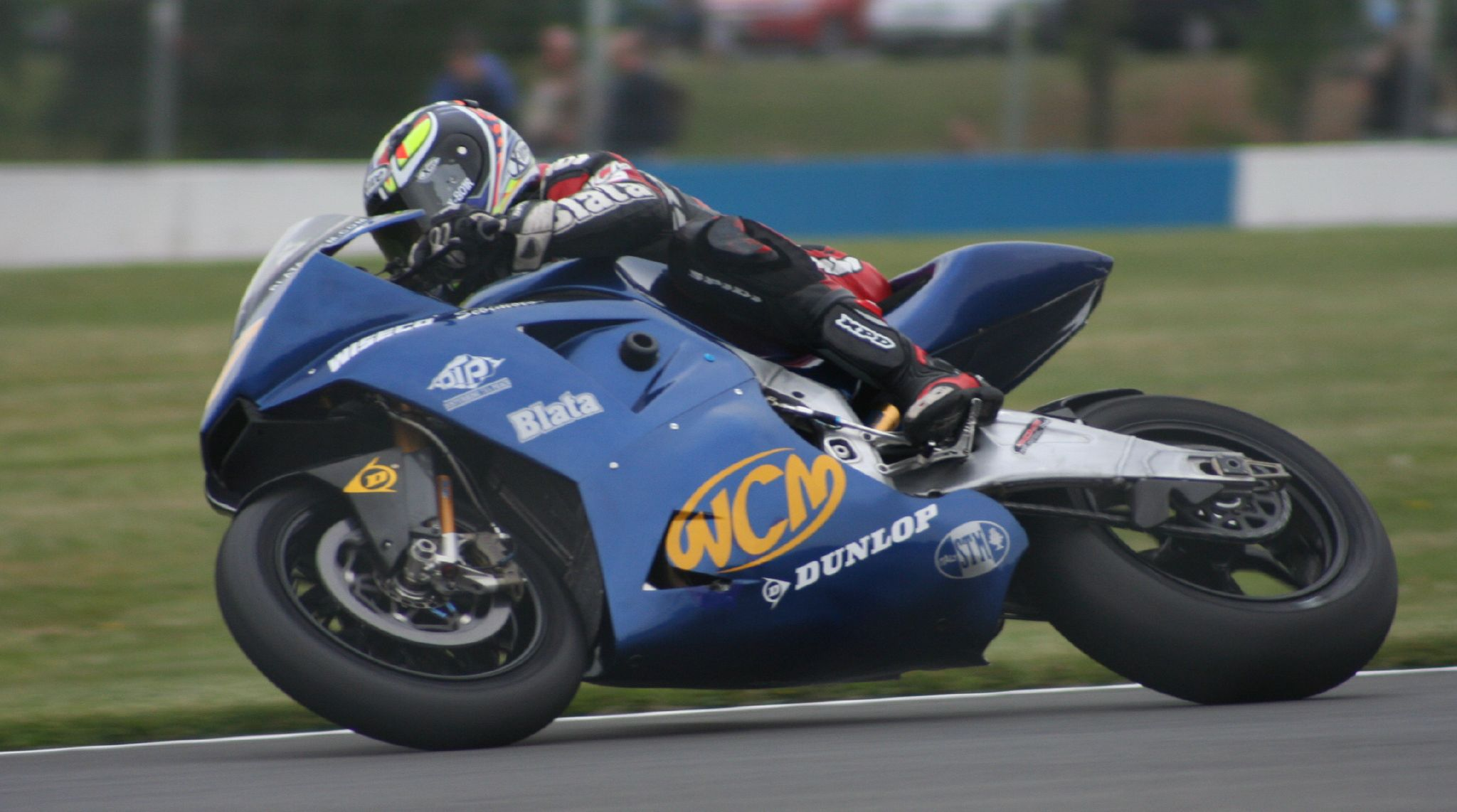
ブラータWCM(2005年イギリスGP、ジェームス・エリソン)

## チームの歴史

### ROCヤマハ時代
1992年にアメリカのモータースポーツ愛好家ボブ・マクリーンと、イギリスのエンジニア兼ジャーナリストのピーター・クリフォードにより設立された。同年よりROCヤマハ（ROC製のフレームにヤマハ・YZR500用のエンジンを搭載したマシン）でロードレース世界選手権500ccクラスに参戦を開始する。ニール・マッケンジーやニール・ホジソンらの活躍で、ライダーズランキング10位前後という、プライベーターとしてはかなり良好な成績を何度か残した。

### レッドブル・ヤマハ時代
1997年、チームに転機が訪れた。シーズン開幕時にはカーク・マッカーシー1人がROCヤマハを駆る、例年と同様と体制だったが、第2戦終了後にYamaha Promotor Racing チームが急きょ撤退することになり、ヤマハは行き場を失った2台のYZR500（ワークス仕様）と2人のライダー（ルカ・カダローラとトロイ・コーサー）の引き継ぎをWCMチームに依頼した。第3戦ヘレスより、WCMチームは新たに栄養ドリンクメーカーレッドブルのスポンサードを得て、レッドブル・ヤマハ・WCMとして、2台のYZR500と1台のROCヤマハを走らせることになった。突然ワークスマシンとトップクラスのライダーを得たチームのパフォーマンスは大きく向上し、第4戦ムジェロでは、カダローラがチームに初表彰台をもたらした。契約上の問題からコーサーはシーズン途中でチームを去り、マッカーシーが代わってYZR500に乗るようになった。最終的に4回表彰台を獲得したカダローラは、この時点でのチーム最高位となるシリーズランキング6位に入った。
1998年、チームはレッドブルの地元オーストリアに本拠地を移した。ライダーのラインナップは一新され、サイモン・クラファーとレジス・ラコーニがYZRを駆った。第8戦ドニントンで、クラファーはチームに初の勝利をもたらした。
翌1999年は、第12戦バレンシアでラコーニが自身初となる勝利を果たした。一方クラファーはミシュランタイヤへの順応に苦しみ低迷、シーズン途中でギャリー・マッコイと交代になった。マッコイはラコーニが勝利したバレンシアで3位表彰台を獲得した。
2000年がチームにとっての絶頂期となった。マッコイとラコーニは共にチームに残留し、マッコイがシーズン3勝を果たしシリーズ5位を獲得した。また、彼のスライド走法を駆使した豪快なコーナーリングは多くのメディアやファンの注目を集めるところとなった。
翌2001年はラコーニに代わって前年度スーパーバイク世界選手権シリーズ2位の芳賀紀行がチームに加入した。マッコイは怪我の影響もあって未勝利のシリーズ12位に終わる。芳賀も乗り慣れないYZR500に手こずってシリーズ14位に沈んだ。
2002年、500ccクラスは再編されてMotoGPクラスとなり、新たに4ストローク990ccのマシンが主力となったが、WCMは旧型のYZR500を使い続けることになった。芳賀に代わって加入したジョン・ホプキンスは、ルーキーとしてはまずまずの活躍を見せてシリーズ15位に入った。一方マッコイは怪我で欠場することも多く、シリーズ20位に沈んだ。6年間スポンサーを務めたレッドブルはこの年をもってチームを去り、翌年からは125ccクラスのKTMチームをサポートするようになった。

### ハリスWCM時代

#### 2003年
2003年、ライダーラインナップは一新されクリス・バーンズとラルフ・ワルドマンのペアとなった。チームはイギリスのハリス・パフォーマンス・プロダクツと提携し、新たにハリスWCMとしてシリーズを戦っていくことになった。
ROCと同様、かつてYZR500のエンジンを搭載したオリジナルフレームのマシン(ハリス・ヤマハ)を開発していたハリスと共に、今度は市販車のYZF-R1のエンジンをベースとしたオリジナルの4ストロークMotoGPマシンを開発したが、このマシンはFIMにより失格処分が下された。テクニカルレギュレーション中の「プロトタイプのマシンのみ参戦可」の条文に、多くのエンジンパーツをYZF-R1と共用する点が抵触していると判断されたためである。
チームは国際規律裁判所に控訴したが、決定が覆ることはなかった。さらにスポーツ仲裁裁判所に控訴したが却下され、失格が確定となった。この裁定を受けて、第8戦ドニントンよりチームは1993年型のROCヤマハと、2001年型のセイバーV4（1994年型YZR500ベースのマシン）を引っ張り出してきて戦う羽目になった。ワルドマンはレースに参戦することなくチームを去り、ダビド・デ・ゲアが代わりに参戦した。第11戦エストリルでようやくレギュレーションに適合した新しい4ストロークマシンがデビューし、シーズンの残りを戦ったが、結局この年は1ポイントも獲得することはできなかった。

#### 2004年
2004年はクリス・バーンズとミシェル・ファブリツィオのペアになったが、バーンズはシーズン半ばで怪我のためジェームス・エリソンに交代となった。さらにエリソンは途中でアプリリアに移ることになり、その代役を宇井陽一が務めた。

#### 2005年（ブラータWCM）
2005年シーズンはチェコのバイクメーカーブラータと提携し、チーム名も新たにブラータWCMとして戦うことが発表された。ジェームス・エリソンとフランコ・バッタイーニをライダーに、チームは当初は従来型のハリスWCMで戦い、第11戦ブルノには新しいV6エンジンを搭載したマシンがデビューするはずであったが、結局V6マシンがレースを戦うことはなかった。この年がWCMチームのGP参戦最終年となった。

### 2006年以降の動き
2006年の暫定エントリーリストでは、WCMはビモータエンジンを搭載し、ジェレミー・マクウィリアムスとジェイソン・ペレスをライダーに参戦することが発表されていたが、最終的なエントリーリストにWCMの名前はなく、参戦は実現しなかった。
2007年シーズンに向けては、250ccクラスを戦うウィノナ・レーシングと提携し、ウィノナ・WCMとしてMotoGPクラスへの復帰を画策していたが、スポンサー集めに失敗し参戦はできなかった。

## チーム戦績
- 1992年 - 500cc - ROCヤマハ
  - ピーター・ゴダード（18ポイント、シリーズ15位）
- 1993年 - 500cc - ROCヤマハ（チーム名：チーム・バルボリン）
  - ニール・マッケンジー（103ポイント、シリーズ9位）
- 1994年 - 500cc - ROCヤマハ（チーム名：スリック50・チーム・WCM）
  - ニール・マッケンジー（69ポイント、シリーズ10位）
- 1995年 - 500cc - ROCヤマハ 
  - ニール・ホジソン（54ポイント、シリーズ11位）
- 1996年 - 500cc - ROCヤマハ 
  - アンドリュー・ストラウド（2ポイント、シリーズ30位）
  - ジェームス･ハイドン（16ポイント、シリーズ21位）
- 1997年 - 500cc - ROCヤマハ / YZR500（チーム名：第3戦よりレッドブル・ヤマハ・WCM）
  - カーク・マッカーシー（20ポイント、シリーズ21位）
  - ルカ・カダローラ（4表彰台、129ポイント、シリーズ6位）
  - トロイ・コーサー（11ポイント、シリーズ23位）
- 1998年 - 500cc - YZR500（チーム名：レッドブル・ヤマハ・WCM）
  - サイモン・クラファー（1勝、3表彰台、119ポイント、シリーズ7位）
  - レジス・ラコーニ（86ポイント、シリーズ10位）
- 1999年 - 500cc - YZR500（チーム名：レッドブル・ヤマハ・WCM）
  - レジス・ラコーニ（1勝、2表彰台、103ポイント、シリーズ11位）
  - サイモン・クラファー（19ポイント、シリーズ18位）
  - ギャリー・マッコイ（1表彰台、65ポイント、シリーズ14位）
- 2000年 - 500cc - YZR500（チーム名：レッドブル・ヤマハ・WCM）
  - ギャリー・マッコイ（3勝、6表彰台、161ポイント、シリーズ5位）
  - レジス・ラコーニ（106ポイント、シリーズ12位）
- 2001年 - 500cc - YZR500（チーム名：レッドブル・ヤマハ・WCM）
  - ギャリー・マッコイ（3表彰台、88ポイント、シリーズ12位）
  - 芳賀紀行（59ポイント、シリーズ14位）
- 2002年 - MotoGP - YZR500（チーム名：レッドブル・ヤマハ・WCM）
  - ギャリー・マッコイ（33ポイント、シリーズ20位）
  - ジョン・ホプキンス（58ポイント、シリーズ15位）
- 2003年 - MotoGP - ハリスWCM / ROCヤマハ / セイバーV4
  - ダビド・デ・ゲア（ノーポイント）
  - クリス・バーンズ（ノーポイント）
- 2004年 - MotoGP - ハリスWCM
  - クリス・バーンズ（ノーポイント）
  - ジェームス・エリソン（3ポイント、シリーズ26位）
  - ミシェル・ファブリツィオ（8ポイント、シリーズ22位）
  - 宇井陽一（1ポイント、シリーズ28位）
  - ダビド・デ・ゲア（ノーポイント）
- 2005年 - MotoGP - ハリスWCM（チーム名：ブラータWCM）
  - フランコ・バッタイーニ（7ポイント、シリーズ22位）
  - ジェームス・エリソン（ノーポイント）